# 14 Wileński Batalion Strzelców
14 Wileński Batalion Strzelców „Żbików” (14 bs) – batalion piechoty Polskich Sił Zbrojnych.

## Formowanie i zmiany organizacyjne
Batalion został sformowany 25 października 1942 roku, w obozie Khánaqín, w Iraku, w składzie 4 Brygady Strzelców. Jednostka została zorganizowana na bazie 14 pułku piechoty "Żbików", według etatów brytyjskich.
W marcu 1943 roku 14 batalion "Żbików" został podporządkowany dowódcy 5 Wileńskiej Brygady Piechoty, a w jego struktury włączony 11 batalion strzelców.
Po wojnie batalion, będąc w składzie wojsk okupacyjnych, pełnił między innymi służbę wartowniczą. W lutym 1946 ochraniał obiekty wojskowe i komunikacyjne w rejonie Budrio.

## Żołnierze batalionu
Dowódcy batalionu
- mjr Jacek Bętkowski[3] (VIII – XI 1943)
- mjr/ppłk Ludwik Ziobrowski (XI 1943 – VI 1945)[4][5]
- ppłk Jacek Bętkowski (19 XII 1945 – 1947)[6]

Zastępcy dowódcy batalionu
- kpt./mjr Stanisław Mieczysław Kwasnowski  (do 16 V 1944)[5]
- kpt./mjr Józef Marian Smerczyński (16-31 V 1944 i od 15 IX 1944)[7]
- kpt. dypl. Kazimierz Samulski (1 VI – 15 IX 1944)[8]

Oficerowie
- kpt. Marian Janicki †12 V 1944

## Organizacja batalionu
- kompania dowodzenia
  - pluton łączności
  - pluton saperów
  - pluton gospodarczy
- cztery kompanie strzeleckie
  - poczet dowódcy
  - trzy plutony strzeleckie
    - trzy drużyny strzelców
    - sekcja moździerzy
- kompania wsparcia
  - pluton moździerzy
  - pluton rozpoznawczy (13 carierów)
  - pluton przeciwpancerny (działa 6-funtowe)

Batalion etatowo liczył 39 oficerów i 744 szeregowych. Posiadał 55 samochodów
|  |  |  |  |  |  |

## Odznaka batalionu
Zatwierdzona rozkazem dowódcy 2 Korpusu nr 109 z 24 sierpnia 1945 roku.

Wykonana w srebrze; wymiary 45 × 28 mm. Oznaka ma formę głowy żbika. Noszona na berecie po lewej stronie, w odległości 5 cm od orzełka, na sukiennej lub plastykowej podkładce w barwach piechoty.